# Robertsfors (commune)
La commune de Robertsfors est une commune suédoise du comté de Västerbotten (ou Botnie occidentale). Elle est située dans la partie orientale de ce comté et jouxte la baie de Botnie à l'est, la municipalité de Skellefteå au nord et la municipalité d'Umeå au sud-ouest. Son chef-lieu et son agglomération principale en est Robertsfors, la plus grande zone urbaine de la municipalité, avec quelque 2 000 habitants, soit 30% des habitants de la commune. 6 747 personnes y vivaient au 31 décembre 2019. Environ 16,5% de la population vit dans les deux autres agglomérations de la commune : Ånäset et Bygdeå.

## Étymologie
En 1759 , la petite ville d'Edfastmark a été rebaptisée Robertsfors Bruk, en l'honneur du fondateur d'une petite usine, l'Écossais Robert Finlay, associé à son beau-frère irlandais John Jennings.

## Histoire administrative
Le territoire de la commune correspond aux anciennes paroisses de Bygdeå et Nysätra. Ces paroisses ont été établies comme communes par la réforme municipale de 1862. La réforme municipale de 1952 n'a pas affecté ces communes, car ni les comtés de Västerbotten ni de Norrbotten n'ont été affectés par la réforme. Les municipalités de Bygdeå et Nysätra ont été formées lors de la réforme municipale de 1971 par le biais de réformes des municipalités correspondantes. La municipalité de Robertsfors a été créée en 1974 par la fusion des municipalités de Bygdeå et Nysätra.

## Localités principales
- Ånäset (512 habitants)[3]
- Bygdeå (603 habitants)[3]
- Robertsfors (2030 habitants)[3]

## Économie
Il y a environ 900 entreprises dans la municipalité, pour la plupart de petites entreprises. La construction, l'électronique et la fabrication d'outils sont les types d'entreprises les plus courants. Le producteur de diamants Element Six est l'un des plus gros employeurs.
La part des emplois dans la municipalité de Robertsfors dans l'industrie manufacturière est d'environ 20%. Environ 8% de la population travaille dans l'agriculture. 

## Patrimoine culturel

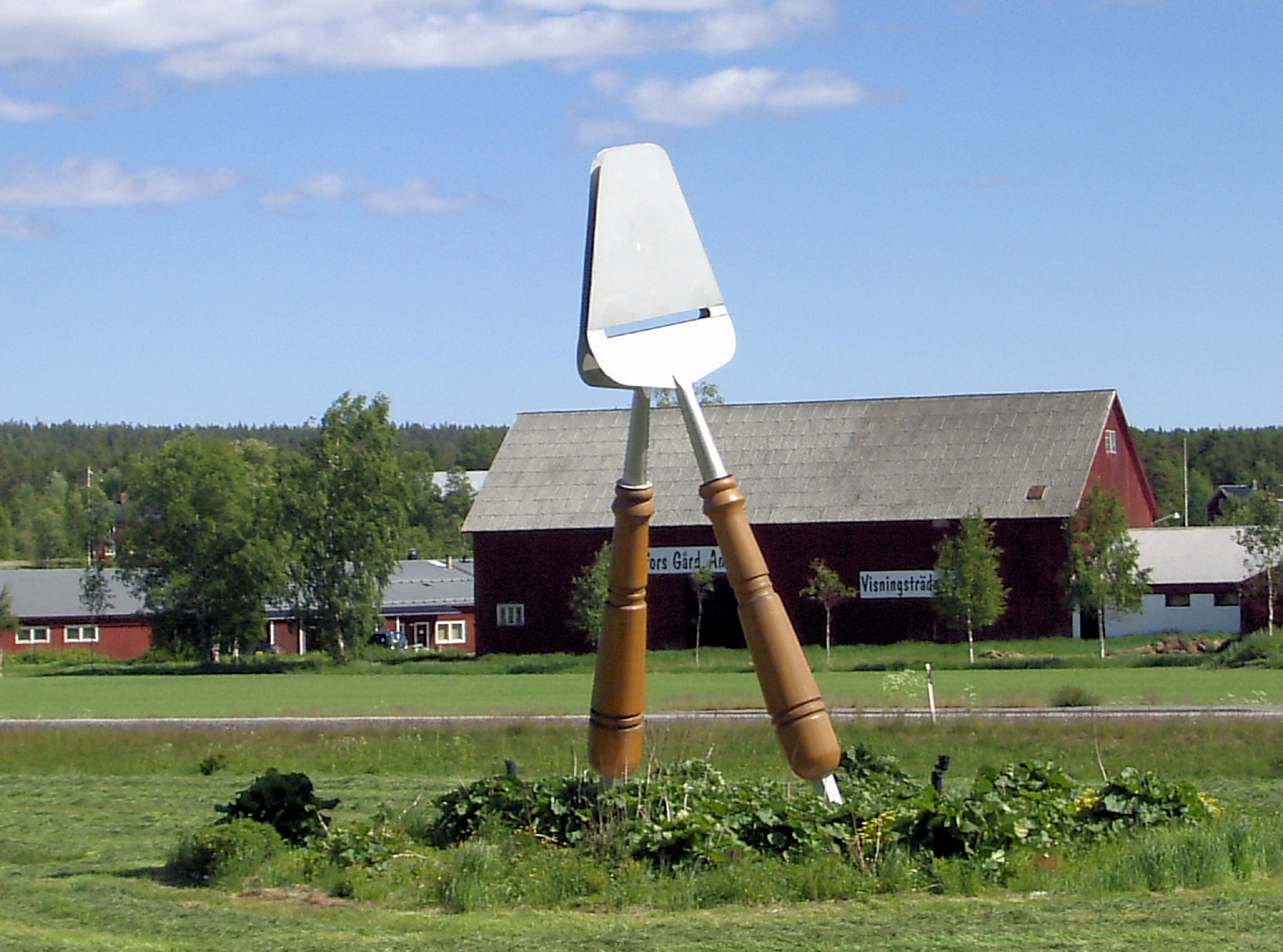
Tranche-fromage géants d'Ånäset.

À Robertsfors, il y a un musée industriel sur le site de l'usine sidérurgique qui a été fermée en 1890. 
À Bygdeå, à 17 kilomètres au sud de Robertsfors, se trouve une vieille église du XVe siècle, qui était à l'origine située sur une baie, mais qui, en raison du soulèvement des terres scandinaves dû au rebond post-glaciaire, se trouve maintenant à quelques kilomètres à l'intérieur des terres. Près de l'église se trouve un ancien bâtiment de l'assemblée et du tribunal.
À Ånäset se trouve l'église de Nysätra, qui date du début XVIIIe siècle. Elle possède un clocher indépendant et une nef en croix. Toujours à Ånäset, près de la route européenne 4, les deux plus grands tranche-fromage du monde se trouvent dans un pré.
À Galgbacken, il y a un musée en plein air avec des machines et des outils qui étaient autrefois utilisés dans l'agriculture. 
En 1808-09, pendant la guerre avec la Russie, une grande bataille a eu lieu à Ratan. Les fortifications peuvent être visitées. 
Le Flottarstigen, la route du rafting, mène de Rickleån à Laxbacken via Robertfors. Ce sentier de randonnée fait environ 20 km de long.

## Personnalités liées à la commune
- Carl Olof Rosenius (1816 – 1868), prédicateur laïc du Réveil suédois, né à Nysätra ;
- Frida Hyvönen (née en 1977), auteure-compositeure-interprète suédoise, élevée à Robertsfors ;
- Maud Olofsson (née en 1955), femme politique, ancienne vice-premier ministre suédoise, résidente à Robertsfors ;
- Sahara Hotnights, groupe de pop punk suédois actif de 1997 à 2011, composé de 4 jeunes femmes de Robertsfors : Maria Andersson, Jennie Asplund, Johanna Asplund et Josephine Forsman.